# Mine de Montbelleux
La mine de Montbelleux est une ancienne mine de wolframite, de tungstène et de topaze située près de Luitré, en Ille-et-Vilaine, en France. L'exploitation commença en 1905 et s’arrêta en 1983. La mine atteint une profondeur maximale de 130 m.

## Histoire
Le gisement est découvert en 1903 par le géologue Fernand Kerforne. L'exploitation de la mine dure de 1905 à 1983 avec une alternance de périodes d'activités intenses notamment pendant les deux guerres mondiales et des périodes d'inactivité.

## Vestiges

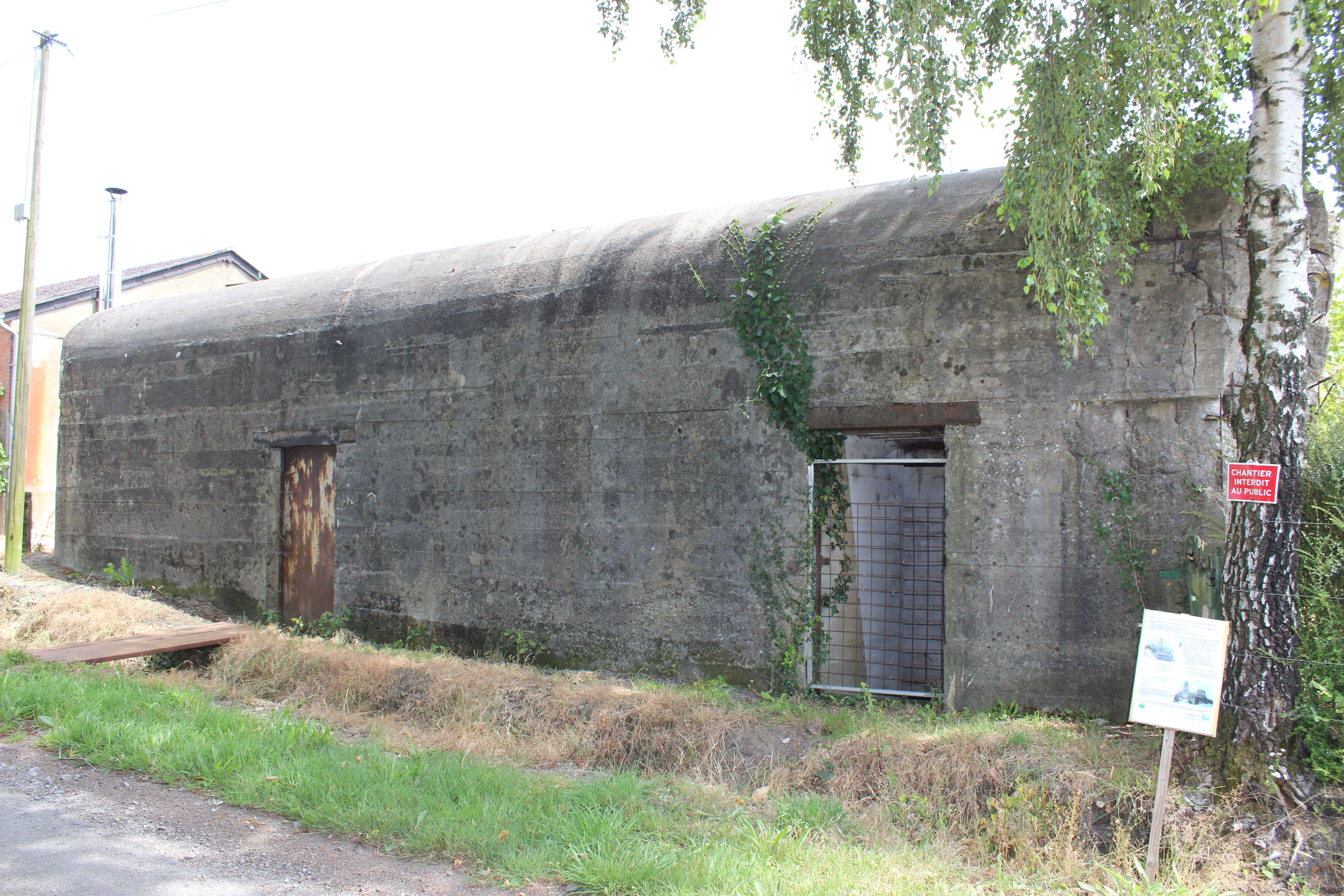
Blockhaus construit par les Allemands durant la Seconde Guerre mondiale.
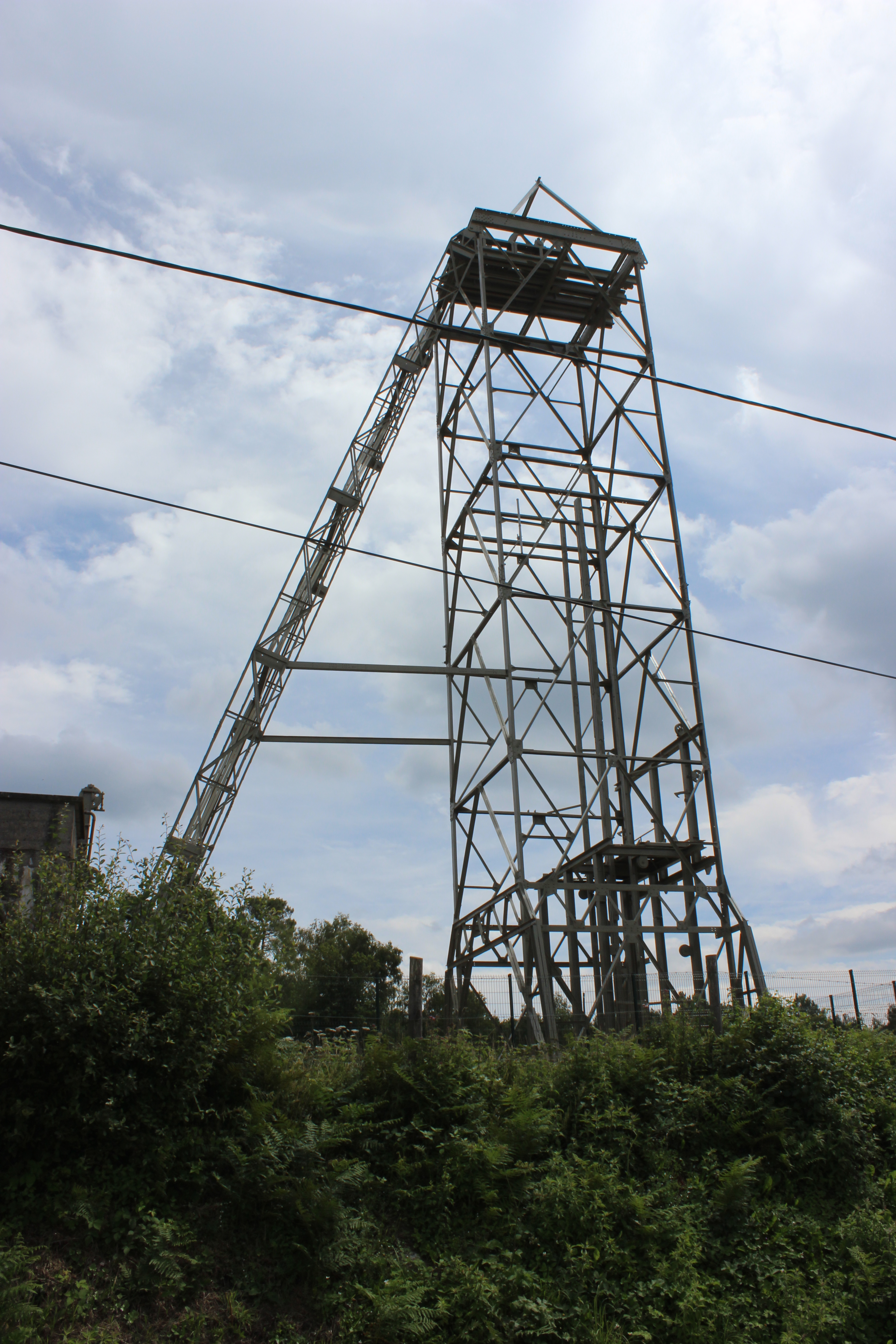
Chevalement.
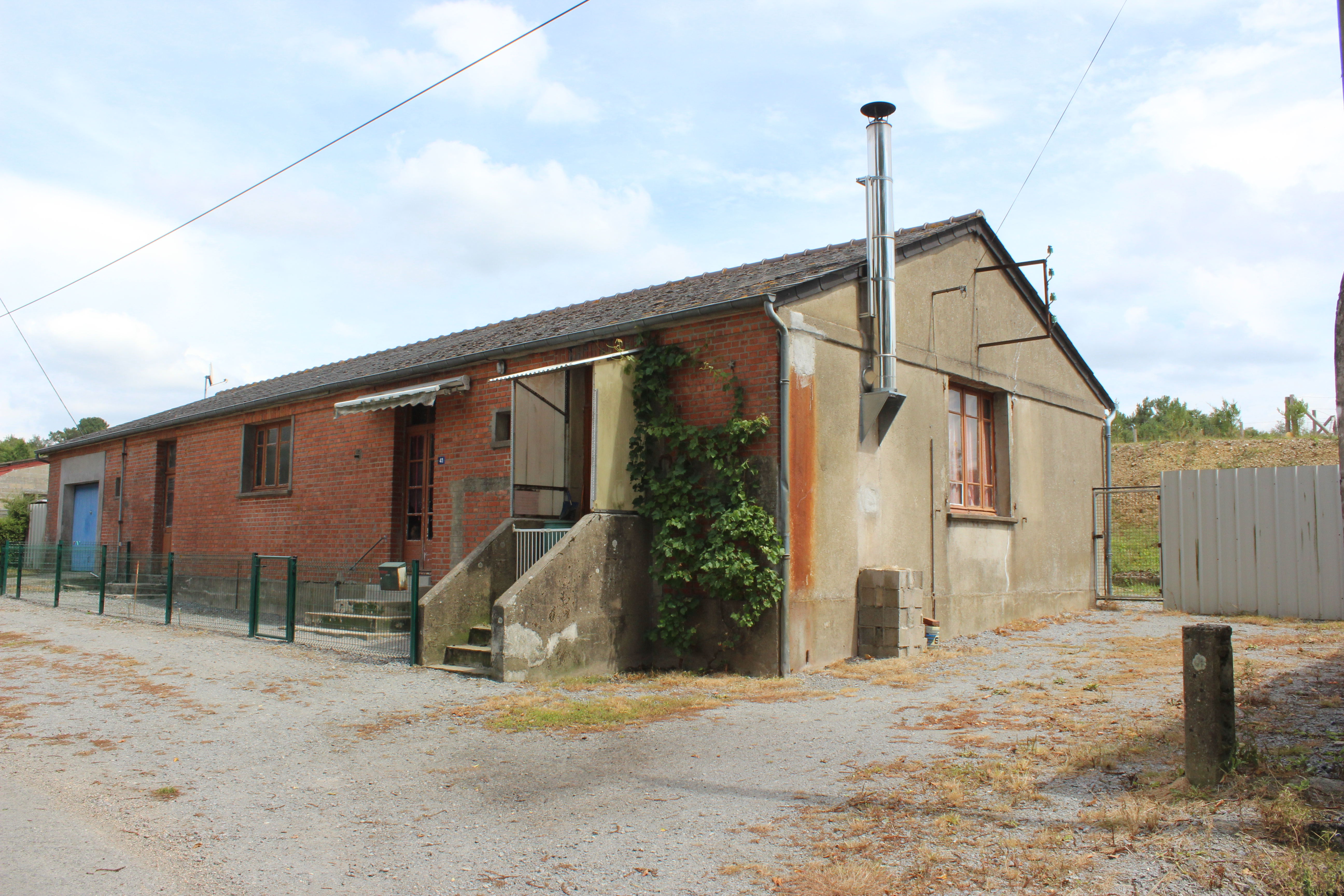
Logements d'ouvriers.